# Glenn Worf
Glenn Worf (Dayton, 24 gennaio 1954) è un bassista statunitense, noto principalmente per essere uno dei componenti della band di supporto di Mark Knopfler.
Molto richiesto come turnista, ha lavorato anche con Bryan Adams, Trace Adkins, Craig Campbell, Billy Ray Cyrus, Alan Jackson, Wynonna Judd, Toby Keith, Martina McBride, Reba McEntire,  Tim McGraw, Miranda Lambert, Aaron Neville, Kellie Pickler, Kenny Rogers, Bob Seger, Emmylou Harris, Sugarland, Shania Twain, Keith Urban, Lee Ann Womack e Tammy Wynette.